# Eupristina saundersi
Eupristina saundersi är en stekelart som beskrevs av Grandi 1916. Eupristina saundersi ingår i släktet Eupristina och familjen fikonsteklar. Inga underarter finns listade i Catalogue of Life.